# Wehrtechnische Dienststelle für Waffen und Munition

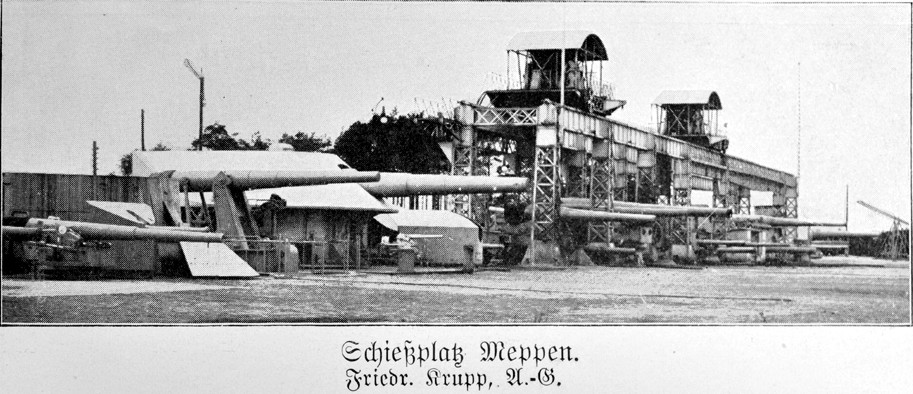
Geschütze auf dem Schießplatz Meppen, Friedrich Krupp AG (vor 1911)

Die Wehrtechnische Dienststelle für Waffen und Munition (WTD 91) in Meppen gehört zum Organisationsbereich Ausrüstung, Informationstechnik und Nutzung (AIN) der Bundeswehr und ist dem Bundesamt für Ausrüstung, Informationstechnik und Nutzung der Bundeswehr (BAAINBw) nachgeordnet. Sie bietet Dienstleistungen auf dem Gebiet der Messtechnik für militärische Zwecke. Sie verfügt über den größten mit Messinstrumentarien ausgestatteten Schießplatz Westeuropas und wird seit 1957 von der Bundeswehr genutzt.

## Ausdehnung
Der Schießplatz umfasst aktuell eine Fläche von 19.200 Hektar, davon sind 9.700 Hektar Bundeseigentum und 9.500 Hektar gepachtete Flächen. Die Länge beträgt etwa 31 Kilometer, die Breite 5 bis 7 Kilometer. Als maximale Schussweite sind 28 Kilometer angegeben.

## Geschichte

### Einrichtung
Mit Vertrag vom 1. Februar 1877 richtete die Essener Friedrich Krupp AG nordöstlich von Meppen bei der Hümmling-Gemeinde Wahn einen Schießplatz zur Erprobung reichweitengesteigerter Heeres- und Marinegeschütze ein. Ursprünglich hatten die Tests auf dem Kruppschen Schießplatz bei Dülmen sowie auf dem staatlichen Schießplatz Berlin-Tegel stattgefunden. Krupp strebte jedoch für die Entwicklung seiner Waffen nach Unabhängigkeit gegenüber dem Kriegsministerium. Das damals dünn besiedelte Emsland war für die Einrichtung eines Schießplatzes ideal, das Gelände lag an der Bahnlinie vom Ruhrgebiet nach Emden.
Der Gleisanschluss zum Bahnhof Meppen wurde 1878 fertiggestellt sowie auf dem Schießplatz ein weitläufiges Schienennetz angelegt. Verschiedene Beobachtungsstände, Sicherheits-, Fernsprech- und Telegrafieeinrichtungen waren erforderlich. Für die befestigten Feuerstellungen mit den Bettungen der Geschütze wurde ein elektrischer Kran mit 75 t Tragkraft errichtet. Außerdem baute man Werkstätten, Lager und von Erdwällen umgebene Pulvermagazine.
Krupp erwarb anfangs nur ein kleines Areal von etwa 17 km Länge und 2 km Breite, und für die Schießvorhaben wurde weiteres Gelände angemietet. Lokale Grundbesitzer erhielten jeweils über eine Vertragslaufzeit von 30 Jahren eine sogenannte „Schießmiete“.

### Betrieb 1877–1918

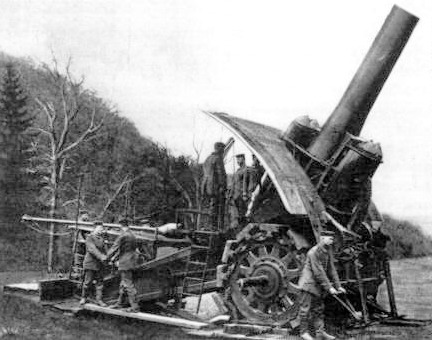
42-cm-Mörser Dicke Bertha

Am 5. September 1877 begann der Schießbetrieb mit einem 12-cm-Belagerungs-Geschütz. Im Juli 1878 erfolgte ein internationales Versuchsschießen mit der Vorführung einer 35-cm-Ringkanone. Vom 5. bis 8. August kam es zu einem weiteren internationalen Vergleichsschießen mit der Teilnahme von 97 Offizieren aus 18 Ländern.
Für die Kaiserliche Marine erprobte man großkalibrige Schiffsgeschütze. Kaiser Wilhelm II. besuchte mehrfach den Schießplatz, so am 28. April 1892. Neben der Erprobung von Geschützen erfolgten auch Beschussversuche an Panzerungen, außerdem wurden Lafetten getestet. 
Das Wahrzeichen des Schießplatzes, der 24 m hohe Wasserturm, wurde um 1910 errichtet.
Der im Ersten Weltkrieg unter dem Namen Dicke Bertha bekannt gewordene 42-cm-Gamma-Mörser wurde ebenfalls hier erprobt, außerdem 1914 eine sogenannte „Weitschusskanone“ vom Kaliber 35,5 cm. Deren Granaten schlugen jedoch auf Grund fehlerhafter Berechnungen im Wester-Moor in der Gemeinde Saterland ein. Daraufhin erfolgte die weitere Erprobung dieses Geschützes auf dem Schießplatz Altenwalde. Auch das „Paris-Geschütz“ wurde ab 1916 auf dem Schießplatz entwickelt.
Nachdem 1916 versehentlich das Wahner Pfarrhaus von einer Granate getroffen wurde, plante man eine Umsiedlung des Dorfes und eine Erweiterung des Schießplatzes. Mit dem Ende des Ersten Weltkrieges kamen diese Pläne jedoch nicht mehr zur Ausführung.

### Betrieb und Erweiterung 1918–1945
Nach dem Ende des Ersten Weltkrieges wurde auf Beschluss der ehemaligen Kriegsgegner der Betrieb eingestellt und bis 1923 unter Aufsicht der Alliierten der Schießplatz demilitarisiert. Ab 1920 betrieb Krupp hier eine eigene Landwirtschaft, doch schon ab 1927 begann man auf Initiative des Reichswehrministeriums für ein Neubauprogramm der späteren Kriegsmarine mit der Erprobung neuer 28-cm-Geschütze.
Ein leistungsstarkes Wasserwerk wurde errichtet und es entstanden Anlagen zur Munitionsproduktion. Nach einem Besuch Adolf Hitlers am 10. Juni 1936 wurde eine Erweiterung des Geländes beschlossen. Die Umsiedlung der etwa 1.000 Einwohner des in der Schusslinie liegenden Ortes Wahn vor allem nach Rastdorf und in den Lathener Ortsteil Neu-Wahn erfolgte zwischen 1939 und 1943. Der Ort und die 1746 erbaute Antoniuskirche wurden abgerissen. Der Schießplatz erreichte somit eine Länge von über 50 km.
Ende 1944 wurde der Schießbetrieb eingestellt und kanadische Streitkräfte besetzten am 8. April 1945 das Gelände.

### 1945–1957
Die Liegenschaft wurde in den ersten Nachkriegsjahren erneut vollständig demilitarisiert, die Anlagen wurden demontiert oder zerstört und erhaltene Gebäude von zivilen Gewerbebetrieben genutzt. Das Gelände wurde Ende der 1950er Jahre von der Britischen Besatzungsmacht zum größten Teil zur landwirtschaftlichen Nutzung freigegeben, ein gesperrter Bereich wurde von der Royal Air Force als Bombenabwurfplatz genutzt. Wegen der Errichtung des Dortmund-Ems-Kanals erfolgte 1954 die Verlegung eines Abschnittes der Meppen-Haselünner Eisenbahn über das Gelände des Schießplatzes.

### Nutzung durch die Bundeswehr seit 1957

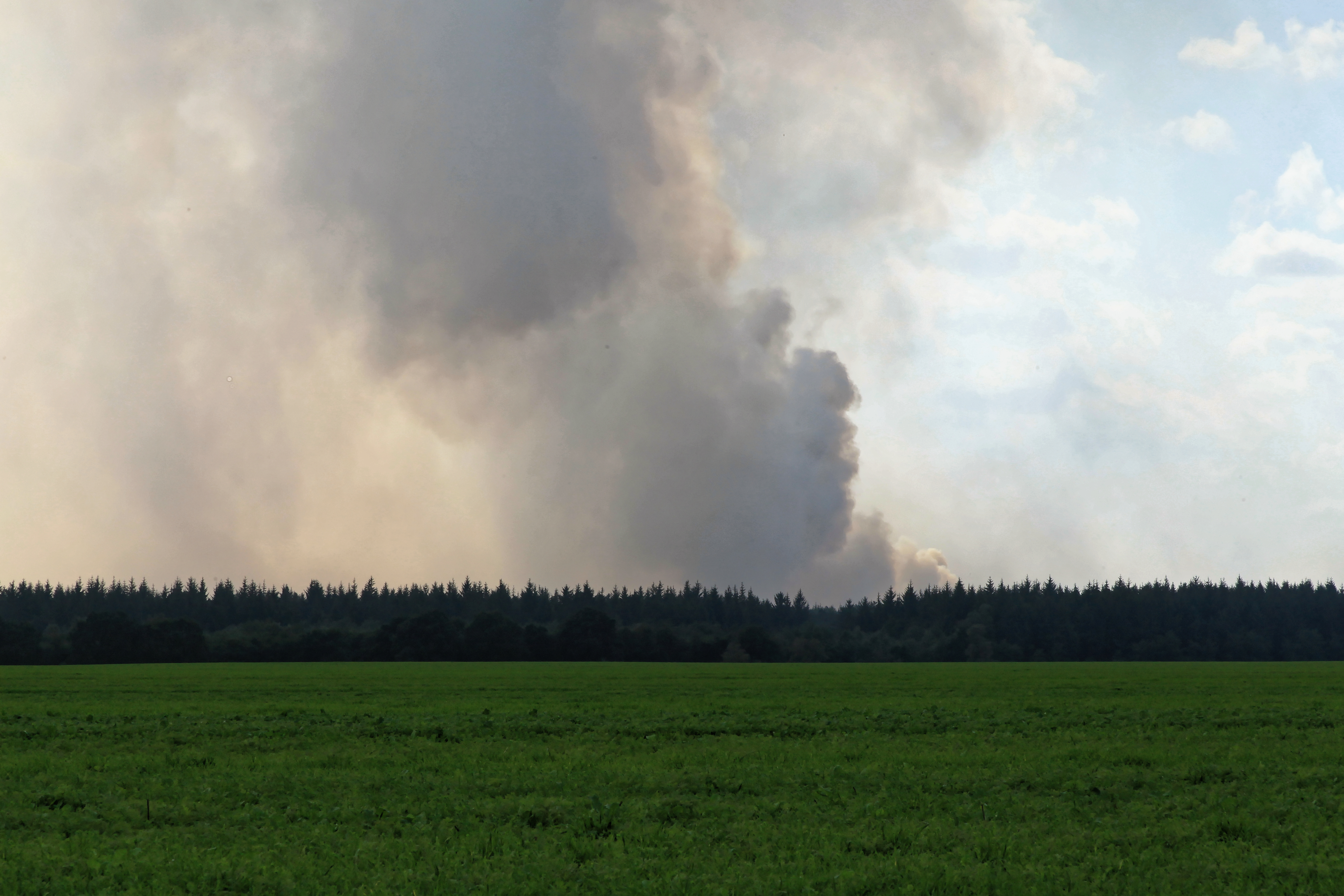
Rauchsäule am 19. September 2018

Das Bundesministerium für Verteidigung beschloss am 3. Juli 1957, die Anlage wieder als Schießplatz zu nutzen und es entstand die Erprobungsstelle für Waffen und Munition Meppen. Mit dem 1. August 1957 erwarb die Bundesrepublik Deutschland die fast 10.000 ha große Liegenschaft und das Personal des Bundesamtes für Wehrtechnik und Beschaffung zog ein. 1962 erfolgte die Umbenennung in Erprobungsstelle 91 der Bundeswehr, 1987 wurde daraus die Wehrtechnische Dienststelle 91.
In den letzten Jahrzehnten erfolgte ein umfassender Ausbau der Dienststelle. Die Bettungsstraße 1800 wurde errichtet, hier liegt auch die Schießleitung. Unter anderem entstanden mehrere Hauptfeuerstellungen, gedeckte Feuerstellungen, Einzelfeuerstellungen, eine Steilfeueranlage, erdumwallte Feuerstellungen sowie Materialbeschussstände. Sprengplätze, eine Unterwassersprenganlage und ein Zünderteich zur Erprobung von Annäherungszündern wurden angelegt, Zielstellungen und Bombenwurfflächen eingerichtet. Verschiedene Messeinrichtungen wie z. B. Schallmesskreise, Kinotheodolite und Fototheodolite, Radartechnik usw. wurden genutzt. Ein Munitionsarsenal verfügt über Werkstätten zum Befüllen, Prüfen und Delaborieren von Munition. Außerdem gehört zum Schießplatz ein Fliegerhorst mit Hubschrauberlandeplatz.
Im Jahr 1979 diente ein Teil des Geländes und die dort vorhandenen Flak-Geschütze als Drehkulisse für den 1980 erstausgestrahlten ZDF-Fernsehfilm Luftwaffenhelfer.
Im Jahre 2000 wurde ein Qualitätsmanagement eingeführt und die Dienststelle nach ISO 9001 zertifiziert.
Im Jahre 2009 übernahm das Fachzentrum für Explosivstoffe der WTD 91 die explosivstoffbezogenen Aufgaben des Wehrwissenschaftlichen Instituts für Werk-, Explosiv- und Betriebsstoffe (WIWEB), die zuvor in der Gemeinde Swisttal bei Bonn angesiedelt waren.
Vom Unternehmen Airbus Helicopters wurden im Auftrag der Bundeswehr auch während der Trockenheit im europäischen Sommer 2018 auf dem Übungsgelände Raketenerprobungen durchgeführt. Hierdurch entstand ein Großbrand, bei dem im September 2018 über 12 Quadratkilometer Moorfläche brannten. Zur Brandbekämpfung waren zeitweilen täglich über 1500 Feuerwehrleute und Angehörige des Technischen Hilfswerks im Einsatz.
Am 12. Mai 2022 kam es nach Testschüssen mit einer Panzerhaubitze 2000 zu einem erneuten Brand. Am 14. Mai hatten Löschkräfte das Feuer, auch nach Einsatz von Gegenfeuern, unter Kontrolle. Es brannten 70 Hektar Heide ab.

## Aufgaben
Auf dem Schießplatz Meppen werden für Heer, Luftwaffe und Marine Waffen und Waffensysteme, Munition, Lenkflugkörper, Drohnen, Panzerungen, Schutzeinrichtungen sowie viele weitere Arten von technischem Gerät erprobt. In den Bereichen Ballistik, Akustik, Optronik und Meteorologie verfügt die WTD 91 über die alleinige Fachkompetenz im Rüstungsbereich der Bundeswehr. Auch Unternehmen der Rüstungsindustrie können Material und Ausrüstung in Meppen testen.
So wurden hier unter anderem auch die Kampfpanzer Leopard 1 und Leopard 2 sowie die Panzerhaubitze 2000 ausführlichen Prüfungen unterzogen.

## Schutzgebiete
Teile des Schießplatzes sind als Naturschutzgebiete „Tinner Dose-Sprakeler Heide“, „Im Leiken“, „Windelberg“ und „Steinberg“ ausgewiesen. Daneben liegen mehrere Landschaftsschutzgebiete innerhalb des Schießplatzes bzw. reichen in diesen hinein.